# اوسینکه، میشیگان
اوسینکه (به انگلیسی: Ossineke Township) یک منطقهٔ مسکونی در ایالات متحده آمریکا است که در شهرستان آلپنا، میشیگان واقع شده‌است.
 اوسینکه  ۱٬۶۷۵ نفر جمعیت دارد و ۲۲۰ متر بالاتر از سطح دریا واقع شده‌است.